# Vittorio Gallinari
Vittorio Gallinari (nacido el 22 de octubre de 1958 (66 años) en Sant'Angelo Lodigiano, Italia)  es un exjugador italiano de baloncesto. Es padre y representante del jugador de la NBA Danilo Gallinari.

## Equipos
- 1976-1987  Olimpia Milano
- 1987-1988  Pallacanestro Pavia
- 1988-1991  Virtus Bologna
- 1991-1992  Scaligera Verona
- 1992-1994  Libertas Livorno
- 1995-1996  UC Casalpusterlengo

## Palmarés
- Euroliga: 1

Olimpia Milano: 1987
- Copa: 4

Olimpia Milano: 1986, 1987
Virtus Bologna: 1989,1990.
- LEGA: 4

Olimpia Milano: 1982, 1985, 1986, 1987
- Recopa: 2

Olimpia Milano:1976
Virtus Bologna: 1990
- Copa Korać: 1

Olimpia Milano: 1985